# Fayçal Belakhdar
Fayçal Belakhdar (né le 10 octobre 1985 à Aïn El Hadjel (wilaya de M'Sila)), est un footballeur algérien qui évolue au poste d'attaquant.

## Biographie
Fayçal Belakhdar commence sa carrière au WA Boufarik. Il rejoint en 2010 le club du MC El Eulma. Lors de la saison 2011-2012, il joue 28 matchs et inscrit 6 buts en championnat avec cette équipe.
En 2012, il signe en faveur de la JS Kabylie. Il joue 24 matchs en championnat avec la JSK. Il joue ensuite au profit du NA Hussein Dey.